# Основні процеси збагачення

Відсажувальна машина ВБП-6х4-М

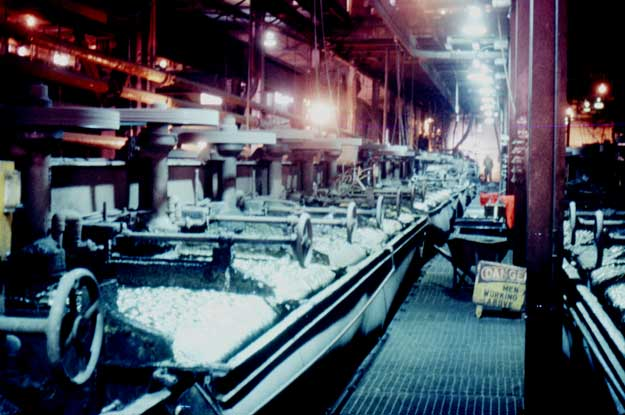
Флотаційний цех на збагачувальній фабриці.

Основні процеси збагачення — процеси збагачення корисних копалин, метою яких є підвищення вмісту цінних компонентів у перероблюваній природній сировині, відіграють дедалі більшу роль у розвитку сучасної економіки. Це пов'язано, зокрема, з тим, що родовища багатих руд у багатьох випадках уже відпрацьовані і для підтримки виробничих потужностей підприємств на необхідному рівні доводиться залучати в експлуатацію бідні руди. Крім того, зростають вимоги до чистоти металів, вугілля, гірничо-хімічної та ін. сировини, що, в свою чергу, обумовлює зростання вимог до відповідних концентратів при збагаченні корисних копалин. Підвищення вмісту корисних компонентів у концентраті є однією з основних задач при інтенсифікації технологічних процесів у гірничо-видобувній, хімічній, металургійній та інших галузях промисловості.

## Загальний опис
Основні процеси збагачення призначені для виділення з вихідної мінеральної сировини одного або декількох корисних компонентів. Вихідний матеріал в процесі збагачення розділяється на відповідні продукти — концентрат(и), промпродукти і відвальні хвости. У процесах збагачення використовують відмінності мінералів корисного компонента і пустої породи в густині, магнітній сприйнятливості, змочуваності, електропровідності, крупності, формі зерен, хімічних властивостях та ін.
Гравітаційні методи збагачення використовують відмінність в швидкості руху частинок у водному або повітряному середовищі під дією гравітаційних або відцентрових сил. До цих методів належать: відсадження, збагачення у важких суспензіях, концентрація на столах, збагачення на шлюзах.
В основі флотаційного методу збагачення лежить різниця у фізико-хімічних властивостях поверхні мінералів.
Якщо мінерали володіють різною магнітною сприйнятливістю, то їх розділяють магнітною сепарацією.
При розходженні в електричних властивостях (електрична провідність, діелектрична проникність, здатність заряджатися при терті) мінерали розділяють електричною сепарацією.